# Simla
Simla hay Xim La là một thị trấn thống kê (census town) của quận Hugli thuộc bang Tây Bengal, Ấn Độ.

## Địa lý
Simla có vị trí 31°06′B 77°10′Đ / 31,1°B 77,17°Đ Nó có độ cao trung bình là 1959 mét (6427 feet).

## Nhân khẩu
Theo điều tra dân số năm 2001 của Ấn Độ, Simla có dân số 13.632 người. Phái nam chiếm 51% tổng số dân và phái nữ chiếm 49%. Simla có tỷ lệ 72% biết đọc biết viết, cao hơn tỷ lệ trung bình toàn quốc là 59,5%: tỷ lệ cho phái nam là 77%, và tỷ lệ cho phái nữ là 67%. Tại Simla, 10% dân số nhỏ hơn 6 tuổi.